# Paweł Sarna
Paweł Sarna (1977) es un poeta, novelista polaco. Nació en Jaworzno. Estudió en Katowice y se graduó en la Uniwersytet Śląski w Katowicach. Sarna fue conocido como un poeta de la Generación del 70.